# Collection Farandole
Ne doit pas être confondu avec Éditions la farandole.
La Collection Farandole est une collection de 183 albums illustrés pour la jeunesse parus de 1953 à 1998 aux Éditions Casterman, et destinée à des enfants de cinq à huit ans. La série phare de la collection est Martine.

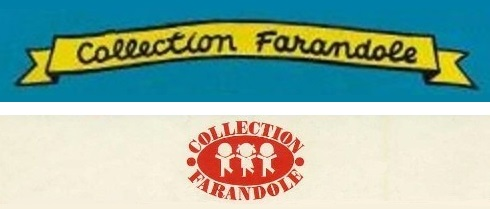
Les deux logos de la « Collection Farandole » (éditions Casterman).

## Aspect des livres
1953 à 1968
Les livres se présentent sous la forme d’albums cartonnés rigides, de taille in 4°, et contiennent environ 20 pages épaisses.
La couverture est illustrée en couleurs. Un ruban aux inscriptions « collection Farandole » figure au bas de la couverture. Le nom de la collection apparaît sur le dos en bas, le titre étant placé en haut.
La 4e de couverture représente, à ses débuts, une farandole d’enfants (d’où le nom de la collection) qui sera remplacée en 1955 par un ours pique-niquant au dessus de la liste des albums.
1968 à 1981
L’apparence de la couverture évolue. Le dessin est entouré d'un cadre de couleur se poursuivant au dos et sur la 4e de couverture. Le ruban « collection farandole » est remplacé par une forme ovale dans laquelle figure le dessin de trois enfants dans une farandole. Les mots « collection farandole » sont inscrits sur le pourtour de l’ovale. Le nom de la collection disparait du dos qui ne conserve que le titre.
La 4e de couverture reproduit le nouveau logo au dessus d'un dessin représentant un garçon et d'une fille, en alternance avec Martine et de son frère à partir de 1970, lisant un album de la collection Farandole, dessin placé au-dessus d’une liste des albums édités. À partir de 1973, ces enfants sont systématiquement Martine et son frère.
1981 à 1998
En 1981, le cadre de couleur disparait de la couverture. Le logo et le nom de l'éditeur sont placés dans les coins inférieurs. Le dos et la 4e de couverture adoptent une couleur unique vert pâle tirant sur le bleu.
Sur la 4e de couverture, le logo de la collection est placé en haut à gauche et Martine et son frère à droite afin de laisser les deux tiers de la page à la liste des albums. 
À partir de 1987, la collection ne sort plus que des Martine au rythme d'un album annuel (depuis 1964). En 1995 le logo disparait de la couverture et ne subsiste qu'au 4e plat. En 1998, la collection prend fin. Les albums sont désormais réédités dans une collection ne produisant plus que des Martine. Le logo « Casterman » figurera au bas de la couverture en lettres noires d'abord puis en couleurs au début des années 2000.

## Liste des titres parus
Note : liste exhaustive. La première date est celle de la 1re édition.

## Thèmes avec enfants
série Martine
Texte de Gilbert Delahaye, aquarelles de Marcel Marlier.
- 1954 : Martine à la ferme
- 1954 : Martine en voyage
- 1955 : Martine à la mer
- 1956 : Martine au cirque
- 1957 : Martine à l'école (1ère version)
- 1958 : Martine à la foire
- 1959 : Martine fait du théâtre
- 1959 : Martine à la montagne
- 1960 : Martine fait du camping
- 1961 : Martine en bateau
- 1962 : Martine et les quatre saisons
- 1963 : Martine à la maison
- 1963 : Martine au zoo
- 1964 : Martine fait ses courses
- 1965 : Martine en avion
- 1966 : Martine monte à cheval
- 1967 : Martine au parc
- 1968 : Martine petite maman
- 1969 : Martine fête son anniversaire
- 1970 : Martine embellit son jardin
- 1971 : Martine fait de la bicyclette
- 1972 : Martine, petit rat de l'opéra
- 1973 : Martine à la fête des fleurs
- 1974 : Martine fait la cuisine
- 1975 : Martine apprend à nager
- 1976 : Martine est malade
- 1977 : Martine chez tante Lucie
- 1978 : Martine prend le train
- 1979 : Martine fait de la voile
- 1980 : Martine et son ami le moineau
- 1981 : Martine et l'âne Cadichon
- 1982 : Martine fête maman
- 1983 : Martine en montgolfière
- 1984 : Martine à l'école (2ème version)
- 1985 : Martine découvre la musique
- 1986 : Martine a perdu son chien
- 1987 : Martine dans la forêt
- 1988 : Martine et le cadeau d'anniversaire
- 1989 : Martine a une étrange voisine
- 1990 : Martine un Mercredi pas comme les autres
- 1991 : Martine la Nuit de Noël
- 1992 : Martine va déménager
- 1993 : Martine se déguise
- 1994 : Martine et le chaton vagabond
- 1995 : Martine il court, il court le furet! (logo Farandole au 4ème plat)
- 1996 : Martine l'accident (logo Farandole au 4ème plat)
- 1997 : Martine baby-sitter (logo Farandole au 4ème plat)
- 1998 : Martine en classe de découverte (logo Farandole au 4ème plat)

(la collection Farandole prend fin avec ce titre de Martine)
série Didier
Texte d’Alain Grée, aquarelles de Philippe Salembier.
- 1965 : Didier sur le circuit miniature.
- 1965 : Didier aux sports d'hiver.

série Jean-Lou et Sophie
Illustrations de Marcel Marlier.
- 1969 : Jean-Lou et Sophie découvrent la mer
- 1970 : Jean-Lou et Sophie à la campagne
- 1971 : Jean-Lou et Sophie dans la forêt
- 1972 : Jean-Lou et Sophie au bord de la rivière
- 1974 : Jean-Lou et Sophie à la montagne
- 1976 : Jean-Lou et Sophie au jardin
- 1977 : Jean-Lou et Sophie en Bretagne
- 1978 : Jean-Lou et Sophie construisent une cabane
- 1979 : Jean-Lou et Sophie et Cœur de paille
- 1980 : Jean-Lou et Sophie au jardin de Liliput
- 1982 : Jean-Lou et Sophie dans l’île de lumière
- 1984 : Jean-Lou et Sophie à la course des tacots

série Le Petit...
- 1958 : Le Petit Garagiste, Texte de Gilbert Delahaye, illustration de Claire Binst.
- 1960 : Le Petit Aviateur. Texte de Gilbert Delahaye, aquarelles de Liliane et Fred Funcken.
- 1961 : Le Petit Marin. Texte de Gilbert Delahaye, aquarelles de Liliane et Fred Funcken.
- 1961 : Le Petit Explorateur, Texte de Gilbert Delahaye, illustrations de Liliane et Fred Funcken.
- 1962 : Le Petit Cowboy. Texte de Gilbert Delahaye, illustrations de Liliane et Fred Funcken.
- 1962 : Le Petit Ingénieur. Texte de Gilbert Delahaye, illustration de Liliane et Fred Funcken.
- 1963 : Le Petit Journaliste. Texte de Gilbert Delahaye, illustrations de Liliane et Fred Funcken.

série Hopi et Cati
Texte de Francois Craenhals, illustrations d’Endry.
- 1968 : Hopi et Cati sauvent Mamanours.
- 1969 : Hopi et Cati au jardin du soleil.
- 1969 : Hopi et Cati sur la piste des fleurs mauves.
- 1969 : Hopi et Cati explorent la grande forêt.
- 1970 : Hopi et Cati sur le grand fleuve.

série Jules, Julie et Julien
Texte de Michel Bavarel, illustrations de Luis Camps.
- 1981 : Les Peintres de nuages.
- 1983 : Jules, Julie et Julien : Julien s’envole
- 1984 : Jules, Julie et Julien : Le Sifflet magique.
- 1985 : Jules, Julie et Julien : Le Château de grand-mère.

hors-série
- 1953 : Balthazar est distrait. Texte de Jeanne Cappe, aquarelles de Claire Binst.
- 1953 : Mon ami Chocolat. Texte de Jacqueline Royer-Simone La Selve, aquarelles de Clauss.
- 1953 : Le Pique-nique des poupées. Texte de Jeanne Cappe, illustrations de Simone Baudoin.
- 1954 : 36 ballons. Texte de Franz Weyergans, Illustrations de Simone Baudoin.
- 1954 : Trois petits noirs débrouillards. Texte de Franz Weyergans - Illustration de Simone Baudoin.
- 1954 : L'École buissonnière. Texte de Isabelle de Mortain, Illustrations de Paul Cuvelier.
- 1955 : Castor chez les Indiens. Texte de Gilbert Delahaye, Illustrations de Claire Binst.
- 1956 : Mon premier dictionnaire. Textes de Lina Berger, illustrations de Simone Baudoin.
- 1956 : Belles chansons de France. Aquarelles Simonne Baudoin. Textes tirées du folklore populaire français.
- 1956 : Nicole et les trois ours. Texte de Lina Berger. Aquarelles de Simone Baudoin.
- 1957 : Le Vaillant petit tailleur. Texte de Jacob et Wilhelm Grimm. Illustrations de Fred Funcken.
- 1958 : Les Confitures de Dame Peluche. Texte de Lucie Dermine. Aquarelles de Simone Baudoin.
- 1958 : Imok, le petit Esquimau. Texte de Robert Marsia et Gilbert Delahaye. Aquarelles de Robert Marsia.
- 1959 : Les Bruits du matin. Texte et aquarelles de Alain Grée.
- 1960 : Le chemin des écoliers Isabelle Mortain, Paul Cuvelier.
- 1961 : Les Secrets de la rivière. Texte de Gilbert Delahaye - Illustrations de Fred et Liliane Funcken.
- 1962 : Olivier construit sa maison. Texte et acquarelles d'Alain Grée.
- 1964 : Anne et Françoise en vacances, illustré par Marcel Marlier.
- 1964 : Bernard aux champs. Gilbert Delahaye, ill.Michel Tacq.
- 1965 : Les Secrets de la forêt. Gilbert Delahaye, illustrations de Fred et Liliane Funcken.
- 1967 : Le Voyage des trois Po.. Marcelle Vérité, ill. Elisabeth Ivanovsky.
- 1967 : Tek à skis. Laurent Ferrer, André Harvec.
- 1967 : Loup-nounou. Marcelle Vérité, ill. Philippe Salembier.
- 1968 : Le Poney mascotte. Gilbert Delahaye, ill. Philippe Salembier.
- 1969 : Tobi Chien. Marcelle Vérité, ill. Philippe Salembier.
- 1971 : Il a neigé ce matin. Sophie Jeanne, ill. Élisabeth Ivanovsky.
- 1972 : Mon premier alphabet. Gérard et Alain Grée.
- 1973 : L'Arbre de Léonard. Marie Tenaille, Suzanne Boland.
- 1979 : Tchywan, l'Indien des plaines. Dominique De Ribeaupierre.
- 1979 : Pied-petit-pied. Texte de Marcelle Vérité, dessins de Willy Pannier.
- 1980 : L'Enfant qui voulait devenir clown. Pierre Coran, ill. Philippe Salembier.
- 1980 : Arlok, l'eskimo du Grand Nord. Dominique De Ribeaupierre.
- 1981 : Le Bonhomme de neige. Maïlé, ill. Philippe Salembier.
- 1982 : Gobi, l’enfant des bois. Marcelle Vérité, ill. Philippe Salembier.
- 1982 : La Ménagerie de Mlle Émilie. Marie Tenaille, ill. Philippe Salembier.
- 1983 : Hubert va à la pèche. Pierre Coran, ill.Philippe Salembier.
- 1983 : Grand-mère sorcière. Marie Tenaille, ill. Philippe Salembier.
- 1983 : Julien s'envole. Michel Bavarel, Luis Camps.
- 1984 : Sami et le petit canard. Marcelle Vérité, ill. Philippe Salembier.
- 1984 : Le sifflet magique. Michel Bavarel, Luis Camps.
- 1985 : Le château de grand-mère. Michel Bavarel, Luis Camps.
- 1986 : Alphonse et les enfants bergers. Texte de Jean-Paul Arveiller, Images de Philippe Salembier.

## Thème animalier
série Plouf et Nathalie
- 1970 : Plouf et Nathalie : Les Aventures de la vache Dondon. Jean Bodar, Philippe Salembier.
- 1970 : Plouf et Nathalie : L’Âne qui voulait voyager. Jean Bodar, Philippe Salembier.
- 1973 : Plouf et Nathalie : Plouf et l'oie trop grasse. Jean Bodar, Philippe Salembier.
- 1974 : Plouf et Nathalie : La Poule qui voulait pondre des œufs de Pâques. Jean bodar, Philippe Salembier.
- 1975 : Plouf et Nathalie : La Bonne Idée de Pointu le hérisson. Jean bodar, Ch. Salembier.

hors-série
- 1953 : Le Petit Monde des oiseaux. Texte de Jeanne Cappe, illustrations de Alexandre Noskoff.
- 1954 : Deux lapins tout pareils. Texte de Jeanne Cappe, illustrations de Marcel Marlier.
- 1955 : Enquête au zoo. Texte de Jeanne Cappe, aquarelles de Robert Marsia.
- 1956 : Pico, le petit canard. Texte de Madeleine Raillon, illustrations de Simone Baudoin.
- 1956 : Flocon le petit mouton. Texte de Gilbert Delahaye, aquarelles de Simone Baudoin.
- 1956 : L'Ours aimable. Texte de Franz Weyergans, illustrations de Robert Marsia.
- 1956 : Dodino, le petit âne. Texte de Gilbert Delahaye, illustrations de Robert Marsia.
- 1956 : Minou et Casse Noisette. Texte de Gilbert Delahaye, illustrations de Fred Funcken.
- 1957 : Le Poussin inattendu. Texte de Louise Bienvenu – Brialmont, aquarelles de Marcel Marlier.
- 1957 : Histoire d'un bébé lion. Texte de Lucienne Erville. Aquarelles de Rik Jottier.
- 1957 : Coucou, es-tu là?, Gilbert Delahaye, illustrations d'Élisabeth Ivanovsky.
- 1957 : Un goûter chez les lapins. Lucie Dermine, Simone Baudoin.
- 1958 : Rousset, le petit veau. Texte de Lucie Dermine. Aquarelles de Robert Marsia.
- 1958 : Follet, le petit chat. Texte de Lucienne Erville. Aquarelles de Marcel Marlier.
- 1958 : Les Confitures de Dame Peluche. Texte de Lucie dermine, illustration de Simone Baudoin.
- 1959 : Le Lapin sur le toit. Texte de Robert Marsia et de Gilbert Delahaye, aquarelles de Robert Marsia
- 1960 : L’Oie Eugénie et Snif-lapin puis L'Oie Eugénie et Snif le lapin. Texte de J. Dethise, aquarelles de Marcel Marlier
- 1960 : La Journée de Mistigri. M Englebert, Chader.
- 1961 : Pitou, le petit chien. Texte de Gilbert Delahaye, illustrations de Fred et Liliane Funcken
- 1961 : L'Aventure de Fifi. L. Bienvenu Brialmont, Philippe Salembier
- 1962 : Le Voyage des éléphants. Texte de Marcelle Vérité, illustrations de Romain Simon.
- 1962 : Poulette des champs. Marcelle Vérité, Romain Simon.
- 1963 : Cotcodac et Pousemin[1]. Illustré par Marcel Marlier.
- 1963 : Petite ombrelle, petit parapluie. Marcelle Vérité, illustrations d'Élisabeth Ivanovsky.
- 1963 : Mamou, Marmot. Texte de Marcelle Vérité, Simon Romain.
- 1964 : Missi Souris. M. Vérité, Élisabeth Ivanovsky.
- 1964 : La Petite Chèvre turbulente. Illustré par Marcel Marlier.
- 1965 : Le Chat d’ici et le chat d’ailleurs. Marthe Englebert, illustré par Marcel Marlier.
- 1965 : Pic-Pique le hérisson. Jeanne Dethise, illustré par Marcel Marlier.
- 1965 : Petit ami. Marcelle Vérité, Élisabeth Ivanovsky.
- 1965 : La Maison de Ti-ma-tou. Madeleine Raillon, R. Miessen.
- 1966 : Picolo le poussin curieux. Gilbert Delahaye, illustré par Marcel Marlier.
- 1966 : Loulou le petit pékinois. Marie Saint-Pierre, Y. Thieffry.
- 1967 : Zip-Zip. Marcelle Vérité, Philippe Salembier
- 1968 : Rita, l'otarie. D'Harvec.
- 1968 : Le Poney mascotte. Texte de Gilbert Delahaye, aquarelles de Philippe Salembier.
- 1968 : Gris-gris, l'écureuil étourdi. Madeleine Raillon, Philippe Salembier.
- 1969 : Brandy le chien d’Amérique. Marianne Saint Clair, Philippe Salembier.
- 1969 : Le Dauphin Séraphin, Jeanne Dethise, Philippe Salembier.
- 1970 : Lala le petit koala. Marcelle Vérité, Gita Walder.
- 1971 : Tin-Tamarre et Brin-que-Balle. Betty Delfosse, Josette Boland.
- 1971 : Sli, le petit phoque rose. Marcelle Vérité, Philippe Salembier.
- 1971 : Adhémar, le lion au cœur tendre. Simone Pay, Suzanne Boland.
- 1972 : La Chèvre aux cornes d’or. Henri Cornélus, illustrations d'Élisabeth Ivanovsky.
- 1972 : Kalou, le petit kangourou. Marcelle Vérité, Philippe Salembier.
- 1972 : Le Loup qui mangeait de la salade. Jean Bodar, Philippe Salembier.
- 1973 : Longuette la Girafe et Bobo le Zèbre. Lucienne Erville, Philippe Salembier.
- 1973 : La Poule Hiquetique et la buse Micadelle, Henri Cornélus, Élisabeth Ivanovsky.
- 1973 : Follet veut tout savoir. Illustré par Marcel Marlier.
- 1974 : Torpillou le manchot. Marcelle Vérité, Philippe Salembier.
- 1975 : Le Chat Follet sur la patinoire. Illustré par Marcel Marlier.
- 1975 : Bulle, l'hippopotame. Marcelle Vérité, Christiane Salembier.
- 1976 : Le Lapin qui voulait vivre tout seul. Sophie Jeanne, Christiane Salembier.
- 1976 : Pitounet le fennec. Jeanne Dethise, Christiane Salembier.
- 1977 : Adélie, la coccinelle. Marcelle Vérité, Christiane Salembier.
- 1977 : Trip Trap Trap. Marcelle Vérité, Christiane Salembier.
- 1978 : Un petit éléphant de rien du tout. Maïlé, Christiane Salembier.
- 1985 : Le renardeau blanc. Elise Tack, Philippe Salambier.

## Source
- Bibliothèque nationale de France (Voir "Accès au catalogue général de la BnF")
- Tout sur la série Martine